# Kärnved

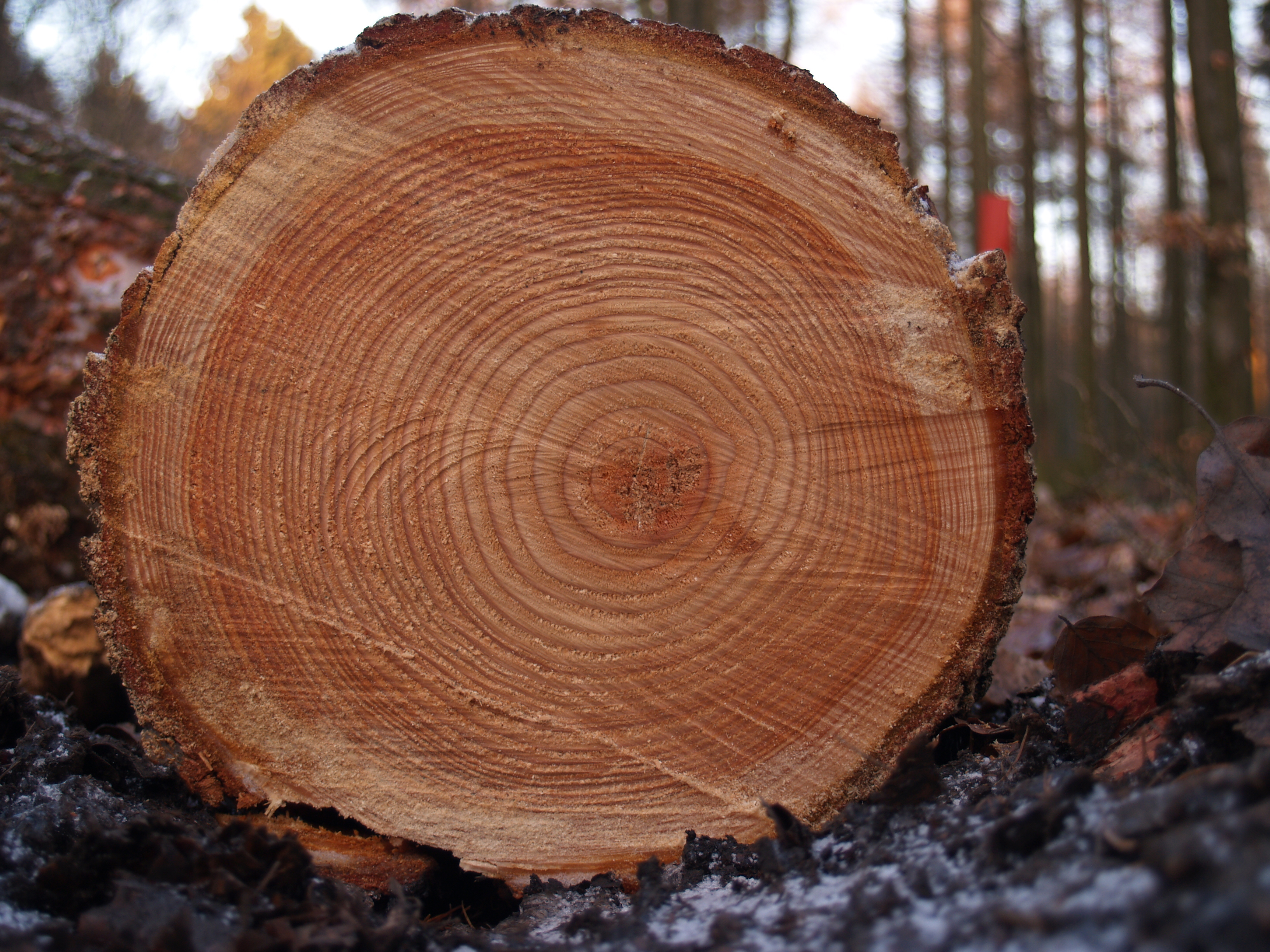
I detta sågsnitt syns skillnaden mellan splintved och kärnved tydligt.

Kärnved eller kärnvirke är den inre delen av en trädstam, och består av celler vars förmåga att transportera vatten på olika sätt hämmats. Splintved ombildas till kärnved antingen genom att trakeiderna fyllts med harts eller andra extraktivämnen (barrträd) och dels genom tyllbildning (bandkärliga lövträd).
Kärnveden i till exempel ek och tall har mycket goda egenskap att motstå röta och brinner bra till följd av den höga halten extraktivämnen. Ask och gran är exempel på träslag som har relativt dålig rötbeständighet i kärnan. Bok, björk och asp saknar i princip helt kärnvedsbildning, men kan få en viss missfärgning kring märgen beroende på mikroorganismer, så kallad rödkärna.
I vissa träslag, till exempel gran, är det mycket svårt att se skillnad mellan splintved och kärnved när virket är torkat och inte angripet. Eventuellt kan kärnveden urskiljas genom att vattendroppar placeras på ett transversellt snitt. Ligger droppen kvar är veden under den kärnved, sjunker den in är det splintved.
Felaktigt kallas ibland märgen i en trädstam för "kärna".